# Jöns Jacob Berzelius
Jöns Jacob Berzelius (20 tháng 8 năm 1779 - 7 tháng 8 năm 1848) là một nhà hóa học người Thụy Điển. Ông là người đã đặt ra danh pháp hóa học, bao gồm các ký hiệu hóa học được sử dụng trong công thức hóa học cho tới ngày nay. Cùng với John Dalton, Antoine Lavoisier, và Robert Boyle được coi là cha đẻ của hóa học hiện đại. Ông bắt đầu sự nghiệp là một nhà vật lý tuy nhiên những nghiên cứu của ông về hóa lý đã đóng góp những thành tựu quan trọng cho ngành hóa học. Ông đã giành được nhiều thành tựu trong nửa sau sự nghiệp khi làm thư ký của Viện Hàn lâm Thụy Điển. Berzelius được coi là cha đẻ của hóa học Thụy Điển.